# Vajont
|  | Per a altres significats, vegeu «Vajont (pel·lícula)». |

Vajont (italià) o Vaiont (friülès) és un municipi a la província de Pordenone (Itàlia). L'any 2007 tenia 1646 habitants. Fou fundat el 1971 per a acollir la població evacuada de Erto e Casso arran del desastre del Vajontt (1963). És el municipi més petit del Friül. Limita amb els municipis de Maniago i de Montereale Valcellina.
Com que el parlar local és el de Nert e Cjas, el municipi no s'ha fet constar a la llista de territoris oficialment friülans, tot i ser incontrovertiblement retoromànic i situat al centre del país, amb què l'única llengua oficialment reconeguda hi és l'italià.

## Administració
| Període      | Identitat      | Partit       |
| ------------ | -------------- | ------------ |
| des del 2004 | Felice Manarin | Forza Italia |